# Église Notre-Dame de Tonnerre
L'église Notre-Dame de Tonnerre est une église catholique, située à Tonnerre, dans le département de l'Yonne et la région Bourgogne-Franche-Comté. Elle dépend de l'archidiocèse de Sens-Auxerre.

## Historique
L'édifice fait l’objet d’un classement au titre des monuments historiques depuis le 20 mai 1946.

## Description

### Mobilier
Elle possède, parmi son mobilier, une châsse qui contient des reliques de saint Thierry provenant de l'abbaye Saint-Michel de Tonnerre, une statuette de saint Éloi du XVe siècle, un tableau commémorant des morts de l'épidémie de 1632. Il représente Charles-Henri de Clermont, comte de Tonnerre, intercédant auprès de saint Roch à l'occasion de l'épidémie de peste ; saint Roch est assis, un ange se tient à ses côtés et un chien lui apporte des pains.

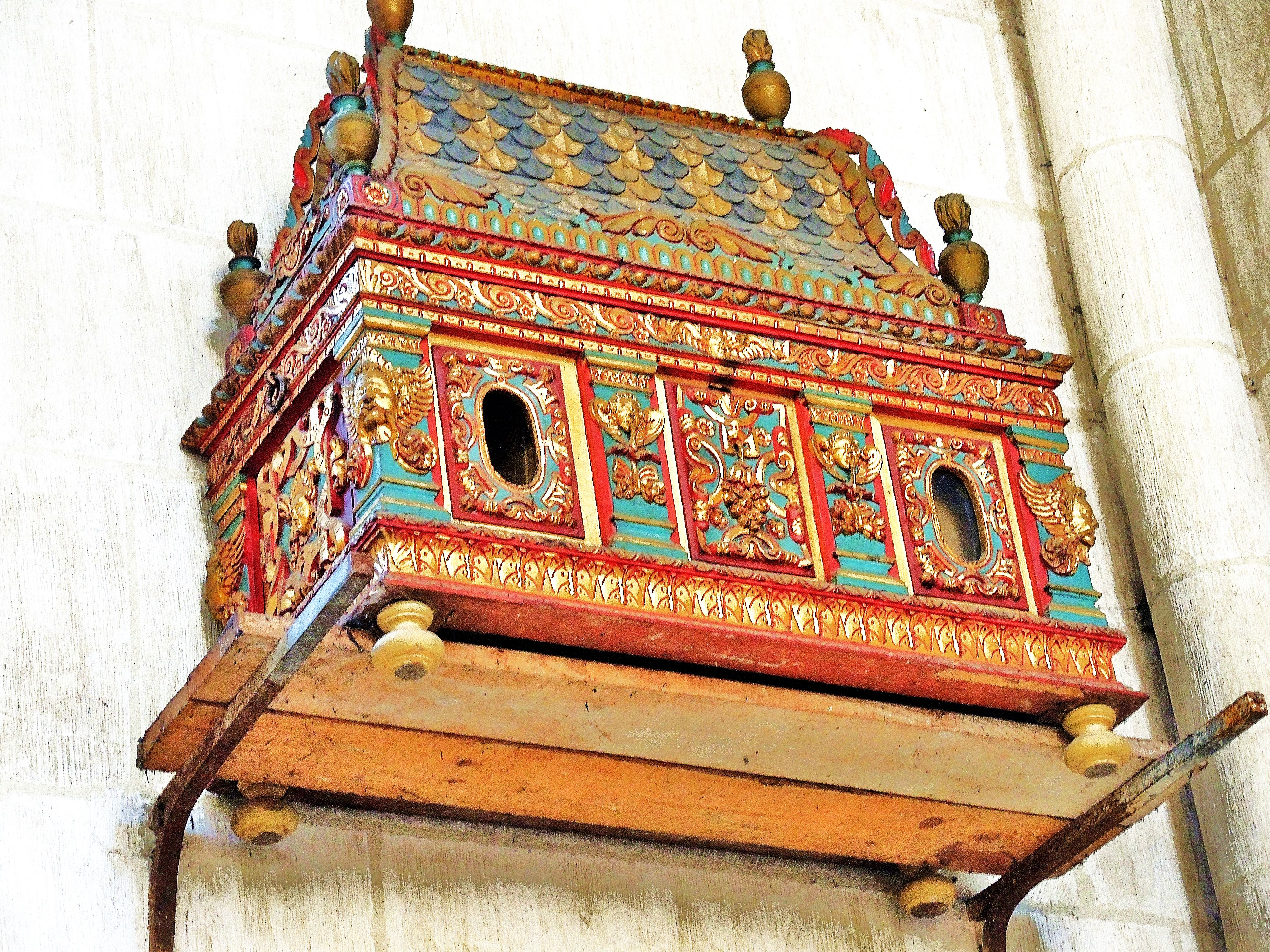
Châsse dans l'église Notre-Dame.
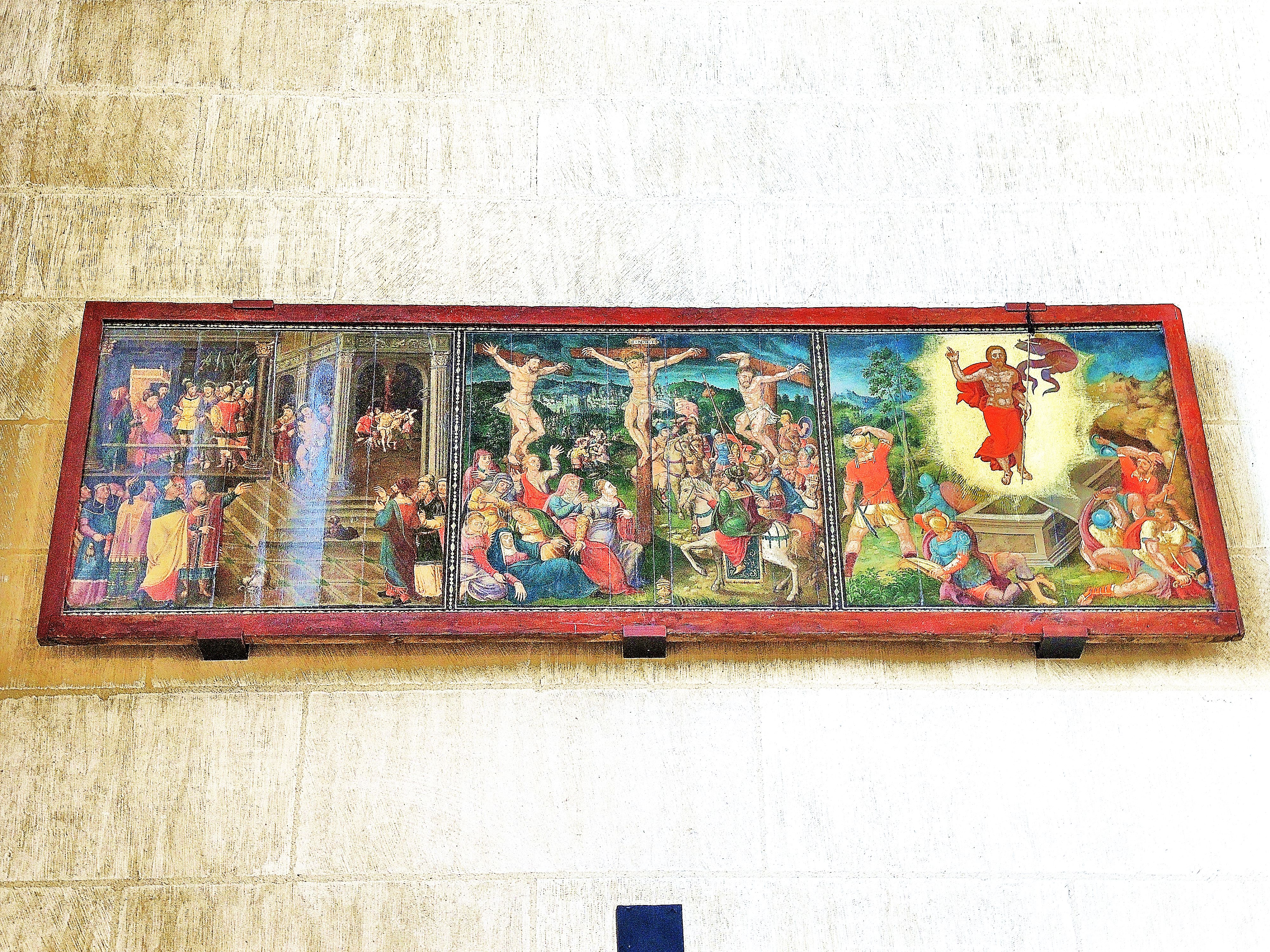
Triptyque dans l'église Notre-Dame.
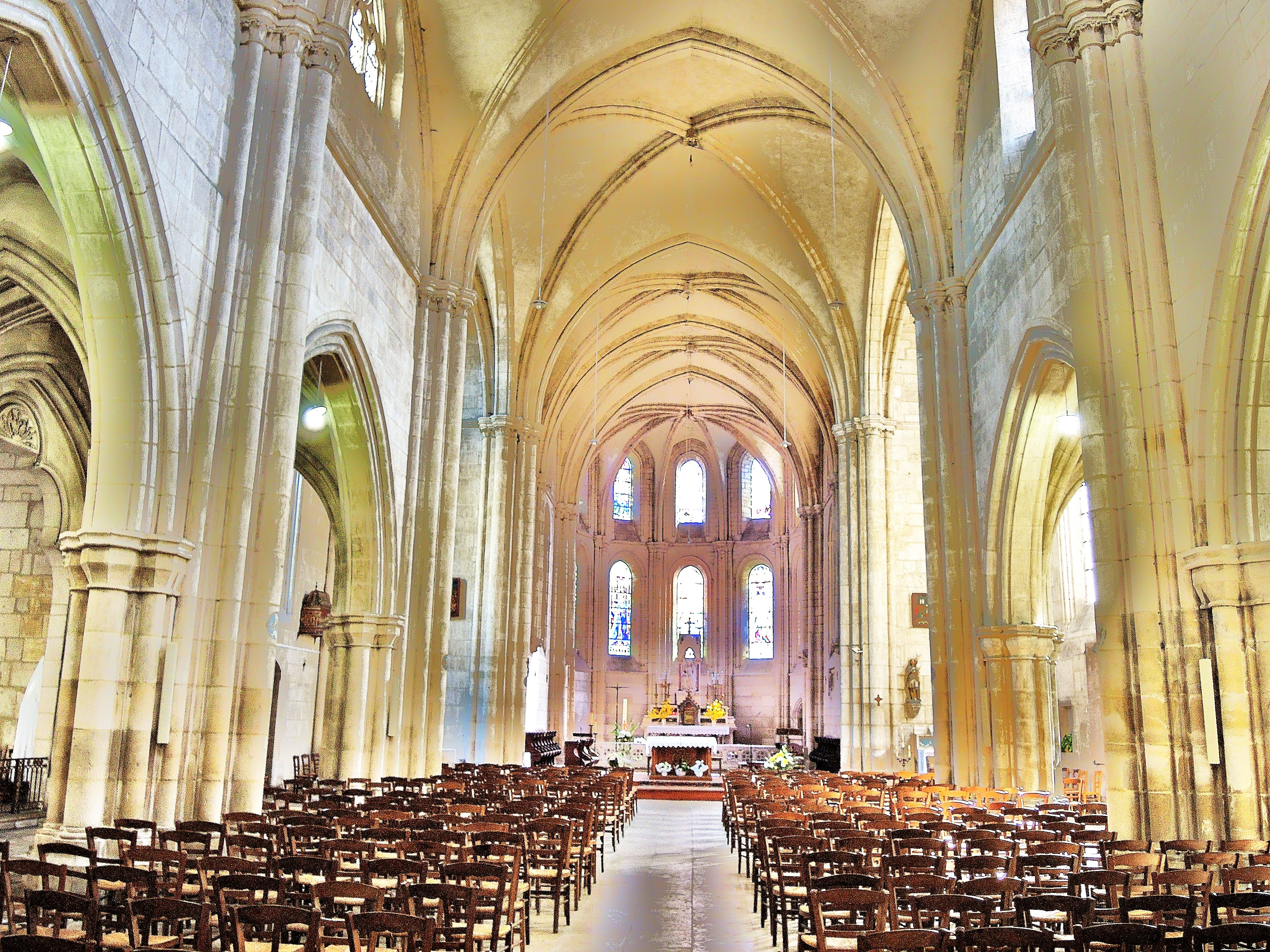
Nef de l'église Notre-Dame.
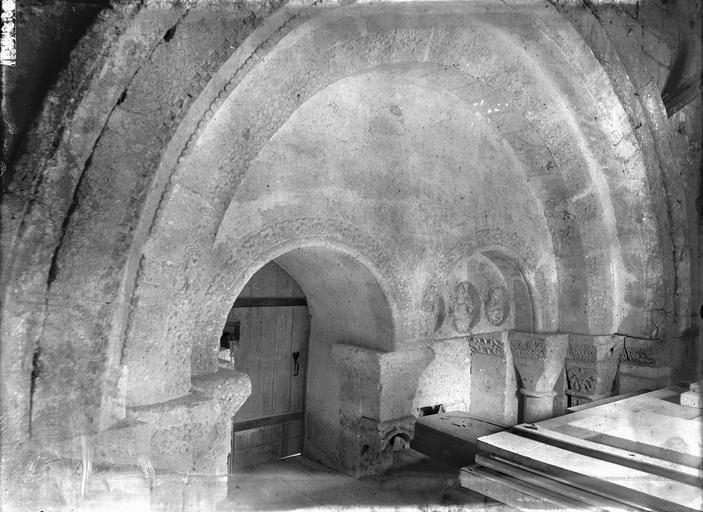
Arcature du clocher.